# اولاد بورحمون
اولاد بورحمون (به فرانسوی: Oulad Bourahmoune) یک شهرک در مراکش است که در استان فقیه بن صالح واقع شده‌است. اولاد بورحمون ۱۳٬۶۳۵ نفر جمعیت دارد.